# Tiberius Sempronius Longus (konsul 218 f.Kr.)
Tiberius Sempronius Longus, född omkring 260 f.Kr., död omkring 210 f.Kr., var en romersk politiker.
Sempronius Longus var konsul 218 f.Kr. Han förlorade jämte sin medkonsul Publius Cornelius Scipio mot Hannibal slaget vid Trebia. Tre år senare besegrade han Hanno i Lukanien.